# 长蒴圆叶报春
长蒴圆叶报春（学名：Primula gambeliana）为报春花科报春花属下的一个种。

## 扩展阅读
- 維基物種上的相關：长蒴圆叶报春